# Distichophyllum gracile
Distichophyllum gracile là một loài Rêu trong họ Hookeriaceae. Loài này được Ångström mô tả khoa học đầu tiên năm 1876.